# Zderzenie efektywne
Zderzenie efektywne w kinetyce chemicznej oznacza takie zderzenie cząsteczek substratów, w wyniku którego dochodzi do utworzenia, bądź zerwania wiązań chemicznych.
O zajściu reakcji chemicznej na skutek zderzania cząsteczek decydują m.in. następujące czynniki:
- energia kinetyczna zderzenia (zob. rozkład Boltzmanna)
- energia aktywacji reakcji.
- kąty zderzenia w stosunku do określonych grup lub wiązań chemicznych
- czy są to zderzenia centralne czy też zderzenia o charakterze rykoszetu - w zależności od reakcji i jej mechanizmu bardziej efektywne mogą być pierwsze lub drugie.